# Gonzalo López
 (janvier 2020).
Si vous disposez d'ouvrages ou d'articles de référence ou si vous connaissez des sites web de qualité traitant du thème abordé ici, merci de compléter l'article en donnant les références utiles à sa vérifiabilité et en les liant à la section « Notes et références ».
Gonzalo Alfredo López Parra, né le 22 janvier 1982 à Concepción dans le sud du Chili, est le bassiste du groupe Los Bunkers. Il a composé Canción de Cerca, qui figure sur le disque du groupe Canción de Lejos. Álvaro López, membre du même groupe, est son frère ainé.